# Championnats d'Europe juniors de natation 2006
Les Championnats d'Europe juniors de natation se sont déroulés du 6 au 9 juillet 2006 à Palma de Majorque en Espagne pour les garçons nés en 1988 ou 1989 et les filles nées en 1990 ou 1991.

## Tableau des médailles
| Rang | Nation      | Or | Argent | Bronze | Total |
| ---- | ----------- | -- | ------ | ------ | ----- |
| 1    | Russie      | 11 | 5      | 2      | 19    |
| 2    | Italie      | 7  | 5      | 7      | 18    |
| 3    | Royaume-Uni | 6  | 7      | 2      | 15    |
| 4    | Espagne     | 4  | 0      | 0      | 4     |
| 5    | Hongrie     | 3  | 4      | 6      | 13    |
| 6    | Allemagne   | 2  | 1      | 0      | 3     |
| 7    | Pologne     | 1  | 4      | 6      | 11    |
| 8    | Croatie     | 1  | 2      | 3      | 6     |
| 8    | France      | 1  | 2      | 3      | 6     |
| 10   | Roumanie    | 1  | 1      | 0      | 2     |
| 11   | Belgique    | 1  | 0      | 1      | 2     |
| 12   | Suède       | 0  | 2      | 2      | 4     |
| 13   | Autriche    | 0  | 1      | 1      | 2     |
| 13   | Pays-Bas    | 0  | 1      | 1      | 2     |
| 13   | Slovénie    | 0  | 1      | 1      | 2     |
| 16   | Danemark    | 0  | 1      | 0      | 1     |
| 16   | Estonie     | 0  | 1      | 0      | 1     |
| 16   | Portugal    | 0  | 1      | 0      | 1     |
| 19   | Ukraine     | 0  | 0      | 3      | 3     |
| 20   | Biélorussie | 0  | 0      | 1      | 1     |
| 20   | Grèce       | 0  | 0      | 1      | 1     |
| 20   | Lituanie    | 0  | 0      | 1      | 1     |

## Résultats

### Garçons
- 50 m nage libre

1. Norbert Trandafir ROM 22 s 80
2. Sergey Fesikov RUS 23 s 16
3. Yoris Grandjean BEL 23 s 18

- 100 m nage libre

1. Yoris Grandjean BEL 50 s 89
2. Norbert Trandafir ROM 50 s 90
3. Sebastian Wikström SWE et Michele Santucci ITA 51 s 15

- 200 m nage libre

1. Robbie Renwick GBR 1 min 49 s 26
2. Federico Colbertaldo ITA 1 min 49 s 94
3. Ioannis Giannoulis GRE 1 min 50 s 91

- 400 m nage libre

1. Federico Colbertaldo ITA 3 min 49 s 12
2. Aleksandr Selin RUS 3 min 50 s 94
3. Nikita Lobintsev RUS 3 min 51 s 90

- 1 500 m nage libre

1. Nikita Lobintsev RUS 15 min 6 s 15
2. Federico Colbertaldo ITA 15 min 10 s 82
3. Maciej Hreniak POL 15 min 11 s 93

- 50 m dos

1. Ivan Tolić CRO 26 s 04
2. Mathias Gydesen DAN 26 s 44
3. Damiano Lestingi ITA 26 s 59

- 100 m dos

1. Damiano Lestingi ITA 56 s 85
2. János Szabó HUN 57 s 16
3. Ivan Tolić CRO 57 s 31

- 200 m dos

1. Damiano Lestingi ITA 2 min 0 s 32
2. Pedro Diogo Oliveira POR 2 min 2 s 75
3. Andriy Nikishenko UKR 2 min 3 s 50

- 50 m brasse

1. Mattia Pesce ITA 28 s 59
2. Damir Dugonjič SLO 28 s 65
3. Aurimas Valaitis LTU 28 s 98

- 100 m brasse

1. Sławomir Wolniak POL 1 min 2 s 40
2. Edoardo Giorgetti ITA 1 min 2 s 61
3. Piotr Gałka POL 1 min 3 s 12

- 200 m brasse

1. Edoardo Giorgetti 2 min 15 s 00
2. Sławomir Wolniak 2 min 15 s 19
3. Luca Pizzini ITA 2 min 15 s 69

- 50 m papillon

1. Rafael Muñoz ESP 24 s 21
2. Mario Todorović CRO 24 s 28
3. Dominik Straga CRO 24 s 62

- 100 m papillon

1. Joseph Davide Natullo ITA 54 s 07
2. Mario Todorović CRO 54 s 20
3. Dominik Straga CRO et Yauheni Lazuka BLR 54 s 51

- 200 m papillon

1. Joseph Davide Natullo ITA 1 min 58 s 53
2. Gergő Kis HUN 1:58.68
3. Norbert Kovács HUN 2:00.20

- 200 m 4 nages

1. Gergő Kis HUN 2:03.53
2. Martin Liivamägi EST 2:03.67
3. Dávid Verrasztó HUN 2:03.89

- 400 m 4 nages

1. Gergő Kis HUN 4:16.82
2. Dávid Verrasztó HUN 4:19.30
3. Mateusz Matczak POL 4:20.27

- 4 x 100 m nage libre

1. Russie Aleksey Kolesnikov, Sergey Perunin, Aleksandr Sukhorukov, Sergey Fesikov 3 min 23 s 63
2. Grande-Bretagne David Waslin, Adam Brown, Christopher Middleton, Robbie Renwick 3 min 25 s 59
3. Italie Riccardo D'Acquisto, Marco Belotti, Michele Santucci, Lorenzo Mileti Nardo 3 min 25 s 64

- 4 x 200 m nage libre

1. Russie Sergey Perunin, Nikita Lobintsev, Aleksandr Sukhorukov, Aleksandr Selin 7 min 23 s 02
2. Italie Cesare Sciocchetti, Manuel Vincenzi, Federico Colbertaldo, Michele Santucci 7 min 27 s 80
3. France Xavier Leprêtre, Anthony Pannier, Joris Hustache, Kévin Munier 7 min 29 s 96

- 4 x 100 m 4 nages

1. Espagne Alan Cabello Forns, Melquíades Álvarez Caraballo, Pablo Ordóñez Mena, Marcos Vázquez Pomar, =3:47.63
2. Pologne Tomasz Gaszyk, Slawomir Wolniak, Mikolaj Czarnecki, Mateusz Haas=3:48.64
3. Grande-Bretagne Marco Loughran, Max Partridge, Christopher Chasser, Robbie Renwick =3:48.68